# Storczykowce
Storczykowce (Orchidales Raf.) – rząd bylin (samożywnych i myko-heterotroficznych) wyróżniany w wielu systemach klasyfikacji roślin okrytozalążkowych w XIX i XX wieku. Obecnie zaliczane tu wcześniej taksony (często tylko rodzina storczykowate Orchidaeceae) włączane są do rzędu szparagowców Asparagales.

## Systematyka
System Cronquista (1981)
- rząd storczykowce (Orchidales)
rodzina Geosiridaceae
rodzina Burmanniaceae
rodzina Corsiaceae
rodzina storczykowate (Orchidaceae)

System Dahlgrena (1987)
- rząd storczykowce (Orchidales)
rodzina Neuwiediaceae
rodzina Apostasiaceae
rodzina Cypripediaceae
rodzina storczykowate (Orchidaceae)

System Thorna (1992)
- rząd storczykowce (Orchidales)
rodzina storczykowate (Orchidaceae)

System Takhtajana (1997)
- rząd storczykowce (Orchidales)
rodzina storczykowate (Orchidaceae)

System Reveala (1999)
- rząd storczykowce (Orchidales)
rodzina storczykowate (Orchidaceae)

System APG II (2003) i system APG III (2009)
Takson nie istnieje, ze względu na powiązania filogenetyczne storczykowate umieszczono w kladzie szparagowców.